# Vrbica (Semeljci)
Vrbica je naselje u općini Semeljci u Osječko-baranjskoj županiji.

## Zemljopis
Mjesto Vrbica su smješteni 20 km istočno od Đakova. Nalaze se između Kešinaca (Ž4133) s jedne strane, Mrzovića (Ž4148) s druge strane i Starih Mikanovaca (Ž4133) s treće strane. Imaju vrlo dobru cestovnu povezanost s većim gradovima – Osijekom, Đakovom i Vinkovcima.

## Stanovništvo
Prema popisu stanovništva iz 2021. godine Vrbica ima 614 stanovnika.
| broj stanovnika | 491   | 639   | 586   | 745   | 798   | 841   | 827   | 895   | 803   | 811   | 860   | 930   | 763   | 763   | 797   | 730   | 614   |
|                 | 1857. | 1869. | 1880. | 1890. | 1900. | 1910. | 1921. | 1931. | 1948. | 1953. | 1961. | 1971. | 1981. | 1991. | 2001. | 2011. | 2021. |

## Povijest
Prostire se na 15 km2 s gustoćom od 53,1 stanovnika po četvornom kilometru. Spominje se još 1330.g kada se nalazilo na granici posjeda obitelji Gorjanski i Batasi. I tu su Turci napravili svoj spahiluk, a na vrhuncu turske moći u Vrbici je osnovana crkvena katolička župa s. Marije. Obuhvaćala je sva okolna sela: Semeljce, Koritnu, Viškovce, Furkuševce, Kešince, Đurđance i Mrzović. Stanovništvo Vrbice preživjelo je tursku vlast bez većih rasipanja pa je nakon povlaćenja Turaka u Vrbici ostala 21 naseljena kuća. Pripojeni biskupijskom vlastelinstvu i Vrbičani su izjavili pokornost biskupu Ogramiću. Oslobođeni tlake i dalje su mu plaćali desetinu prihoda, što je potrajalo sve do dolaske biskupa Bakića. Do 1758. g. u Vrbici je bilo 40 naseljenih kuća, a biskup Čolnić tada je naselio još 10 obitelji iz Bosne. Stotinu godina kasnije u selu je 75 kuća s 491 stanovnikom, a 1870. doseljavaju bački Nijemci, kraj 19. st. selo je dočekalo 718 stanovnika.

## Manifestacije
- U mjesecu lipnju održava se manifestacija Pužijada.
- U mjesecu srpnju održava se Memorijalni malonogometni turnir "Ivan Macokatić"

## Obrazovanje
Osnovna škola Josipa Kozarca iz Semeljca nalazi se u Đurđanačkoj ulici, područna je škola te djeluje do 4 razreda. Učenici od 5 do 8 razreda putuju u susjedne Stare Mikanovce.

## Poznate osobe
- Branimir Bošnjak – hrvatski pjesnik
- Tomo Šalić – hrvatski povjesničar

## Galerija
- Crkva i centar
- Mjesni odbor
- Vatrogasni dom
- Nogometno igralište

## Spomenici i znamenitosti
- Crkva Pohođenja Blažene Djevice Marije
- Spomenik poginulim i umrlim braniteljima Domovinskog rata

## Udruge
- "Ne-Ovisnost" – Udruga protiv borbe za neovinost
- "KUD Vinčac"

## Zanimljivosti
- Godine 1975. snimljen je film Tena po istoimenoj knjizi Josipa Kozarca.
- Franjevci su 1397. dali sagraditi samostan i župu koji su stradali od turskih osvajanja, samostan nikad nije bio obnavljan, ali župa je opstala.

## Sport
- NK Radnik Vrbica
- LD "Orao"